# Ulrich von Jungingen

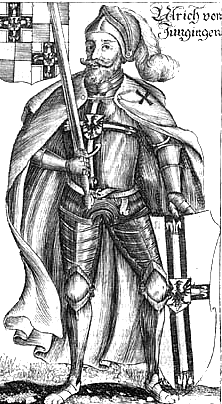
Ulrich von Jungingen; Illustration aus Christophorus Hartknoch:
Alt und neues Preussen oder Preussischer Historien zwey Theile…, um 1674

Ulrich von Jungingen (* um 1360 vermutlich auf Burg Hohenfels, heute Landkreis Konstanz; † 15. Juli 1410 bei Tannenberg) entstammte dem schwäbischen Adel und war in den Jahren 1407 bis 1410 Hochmeister des Deutschen Ordens. Als Oberster Gebietiger des Deutschordensstaats erklärte er 1409 dem in Personalunion mit dem Großfürstentum Litauen verbundenen Königreich Polen den Krieg und führte das Ordensheer in der Folge zur Niederlage in der Schlacht bei Tannenberg.
Sein Tod auf dem Schlachtfeld und die schweren personellen Verluste des Ordens, in Verbindung mit eklatanten finanziellen Belastungen aufgrund des späteren Friedensschlusses, markieren einen entscheidenden Wendepunkt in der Geschichte des Ordensstaates. Ulrich von Jungingens taktische Fehler in der Schlacht prägen sein Bild bis in die Gegenwart.

## Leben

### Aufstieg in der Ordenshierarchie

Wappenschild des Deutschen Ordens

Die adlige Familie Jungingen stand ab dem 14. Jahrhundert im Dienst des süddeutschen Hochadels, namentlich der Häuser Habsburg und Württemberg. Der um 1360 als jüngerer Nachkomme eines namentlich unbekannten Herrn von Jungingen geborene Ulrich war nicht erbberechtigt und folgte daher dem Beispiel seines ebenfalls nicht erbberechtigten älteren Bruders Konrad: Ulrich wurde ritterliches Mitglied der geistlichen Korporation des Deutschen Ordens. Ob seine Profess bereits im Reich erfolgte oder erst zu einem späteren Zeitpunkt im Ordensland, lässt sich nicht mehr feststellen. Ebenso unbekannt ist der Zeitpunkt seiner Ankunft im Ordensland, dem späteren Preußen. Hier wird er erstmals 1383 als sogenannter Fischmeister bei Drausen und später in seinem Amt als Pfleger von Morteg erwähnt.
Als sicher gilt, dass Ulrich in Preußen die Protektion seines älteren Bruders Konrad genoss, der in der Hierarchie des Ordens bereits verantwortliche Positionen bekleidete. So übernahm Ulrich in den Jahren 1391 bis 1392 den Posten eines Kompans des Hochmeisters Konrad von Wallenrode. Damit etablierte er sich früh auf der Marienburg, dem Machtzentrum des Ordensstaates. Die bedeutende Funktion eines hochmeisterlichen Kompans prädestinierte Ulrich für weitere einflussreiche Ämter. Insbesondere die Wahl seines Bruders Konrad zum 25. Hochmeister im Jahre 1393 wirkte sich vorteilhaft auf Ulrichs Aufstiegschancen aus.
Im Jahr 1396 wurde Ulrich Komtur von Balga, einer der wichtigsten Kommenden im Ordensstaat. Dieses Amt galt im Orden als Grundlage für höhere Weihen. In den Jahren nach 1398 führte Ulrich von Jungingen in dieser Eigenschaft die komplizierten diplomatischen Verhandlungen mit der dänischen Königin Margarethe I. um den Besitz Gotlands. Weiterhin nahm er an diplomatischen Missionen in Litauen und dem Königreich Polen teil.
Ab Ende 1404 führte er nach der krankheitsbedingten Abberufung Werners von Tettlingen als Ordensmarschall und damit als Komtur von Königsberg das Ordensheer. Damit zählte Ulrich zu den fünf Großgebietigern und hatte eines der höchsten Ämter innerhalb des Ordens inne. Der Ordensmarschall führte im Jahre 1405 Aufgebote zur Unterdrückung lokaler Aufstände nach Žemaitien. Die Bevölkerung rebellierte dort gegen die Eintreibung von Kirchenzehnten sowie sonstiger Abgaben. Žemaitien war mit dem Vertrag von Sallinwerder von 1398 vom litauischen Großfürsten Vytautas dem Orden übereignet worden. Ulrich zeichnete sich durch pragmatisches Handeln aus, was im Widerspruch zur verbreiteten Ansicht späterer Chronisten, Ulrich sei unbeherrscht und arrogant gewesen, steht. Von Jungingen verfolgte in Žemaitien das in vergangenen Jahrhunderten im Kampf gegen die Prußen bewährte Konzept: zielgerichtete deutsche Besiedlung in Verbindung mit Gewinnung oder Korrumpierung des ansässigen Adels. Örtlichen Widerstand ließ der Ordensmarschall dabei rücksichtslos ersticken. Dieses Konzept erwies sich aber in der Folge aufgrund des geringen Zustroms von Siedlungswilligen als untauglich.
Nach dem unerwarteten Tod seines Bruders, des Hochmeisters Konrad von Jungingen, am 30. März 1407 musste ein neuer Hochmeister bestimmt werden. Wegen der wachsenden Spannungen mit dem Königreich Polen infolge des Erwerbs der Neumark im Jahre 1402 musste dies schnell geschehen. Es war der amtierende Statthalter des Hochmeisters und zugleich vom Ordenskapitel bestätigte Wahlkomtur Werner von Tettlingen, der als Nachfolger den Ordensmarschall Ulrich von Jungingen vorschlug. Am 26. Juni 1407 wählte das Ordenskapitel Ulrich von Jungingen einstimmig zum 26. Hochmeister des Deutschen Ordens. Dieser soll sich gegen die bereits vollzogene Wahl mit dem Argument gewehrt haben, er sei des hohen Amtes nicht würdig. Sein Verhalten gilt als ungewöhnlich, da das Ordenskapitel in mittelalterlich-religiösem Zeitgeist die Wahl als „himmlische“ Offenbarung betrachtete. Bei der Wahl fehlten Repräsentanten aus dem Reich wie der Deutschmeister Konrad von Egloffstein sowie einige Vertreter des Livländischen Ordenszweiges aufgrund kriegerischer Auseinandersetzungen mit der russischen Adelsrepublik von Pskow.

### Hochmeister

Hochmeisterwappen Ulrichs von Jungingen

#### Innenpolitik
Ulrich von Jungingen bemühte sich wie seine Vorgänger um eine geordnete Verwaltung seiner Ländereien. Hier konnte er auf bewährte Verwaltungsstrukturen wie die Komtureien zurückgreifen, die dem Hochmeister direkt verantwortlich waren. Doch auch Ulrich ergriff keine Maßnahmen, um den sich seit Jahrzehnten abzeichnenden Grundwiderspruch zwischen autoritärer Ordensherrschaft und den preußischen Landständen zu überwinden. Die Landstände, Vertreter der Städte und des Landadels, forderten ein Mitspracherecht bei der Verwaltung, was der Orden mit Hinweis auf überkommene Rechtsauslegungen strikt verweigerte. Gerade Kaufleute der Hansestädte wie Danzig oder Thorn sahen sich bei der Ausübung freien Handels durch eigene Handelsbevollmächtigte des Ordens, die Großschäffer, benachteiligt. In Anbetracht der militärischen Macht des Ordens beugten sich die ständischen Vertreter dennoch dem Anspruch der Ordensritter. Die Landstände wie beispielsweise die Bürgerschaft von Danzig trugen dem Hochmeister als nominellem Landesherrn regelmäßig ihre Anliegen oder Beschwerden vor. Das Ersuchen um karitative Hilfestellung durch die dem Orden äußerst distanziert gegenüberstehende Hansestadt Danzig bestätigt noch die Anerkennung der Oberhoheit des Ordens.
Der Hochmeister sowie die Großgebietiger sahen über den aufkeimenden Gegensatz hinweg. Es existieren keine Quellen, die über Ansätze zur Lösung in der Amtszeit Jungingens berichten. Eine Ausnahme bildete die Landesordnung des Hochmeisters aus dem November des Jahres 1408. Sie beruhte auf beim Ständetag im Mai desselben Jahres vorgebrachten Forderungen. Im Wortlaut der Landesordnung beschränkte sich der Hochmeister allerdings auf marginale Konfliktpunkte wie auf juristische Behandlung diverser Schadensersatzforderungen oder sogar die Strafbarkeit bei Entführung von Jungfrauen. Im Grunde beinhaltete die Landesordnung von 1408 zum größten Teil ausschließlich die Wiederaufnahme älterer Bestimmungen. Ulrich kümmerte sich hingegen persönlich um Minderung der Schäden eines verheerenden Frühjahrshochwassers der Weichsel im Jahre 1408 im Umland von Graudenz.
In den Jahren 1407 bis 1409 intensivierte der Hochmeister die Rüstungsanstrengungen des ohnehin militärisch schlagkräftigen Ordensstaates erheblich. Das Gewerk zur Herstellung von Steinbüchsen, die Former der Steinkugeln sowie die Pulvermühle auf der Marienburg sollen mit Ausnahme hoher kirchlicher Feiertage rund um die Uhr gearbeitet haben. Eine Dispens des Hochmeisters erlaubte den dort Beschäftigten sogar die Umgehung des Fastengebotes, um die Arbeitsleistung nicht zu mindern.
Eine Reihe Fester Häuser an der litauischen Grenze wurde weiter befestigt und zum Teil mit einer neuartigen Artillerie, den so genannten Steinbüchsen, bestückt.

#### Diplomatie

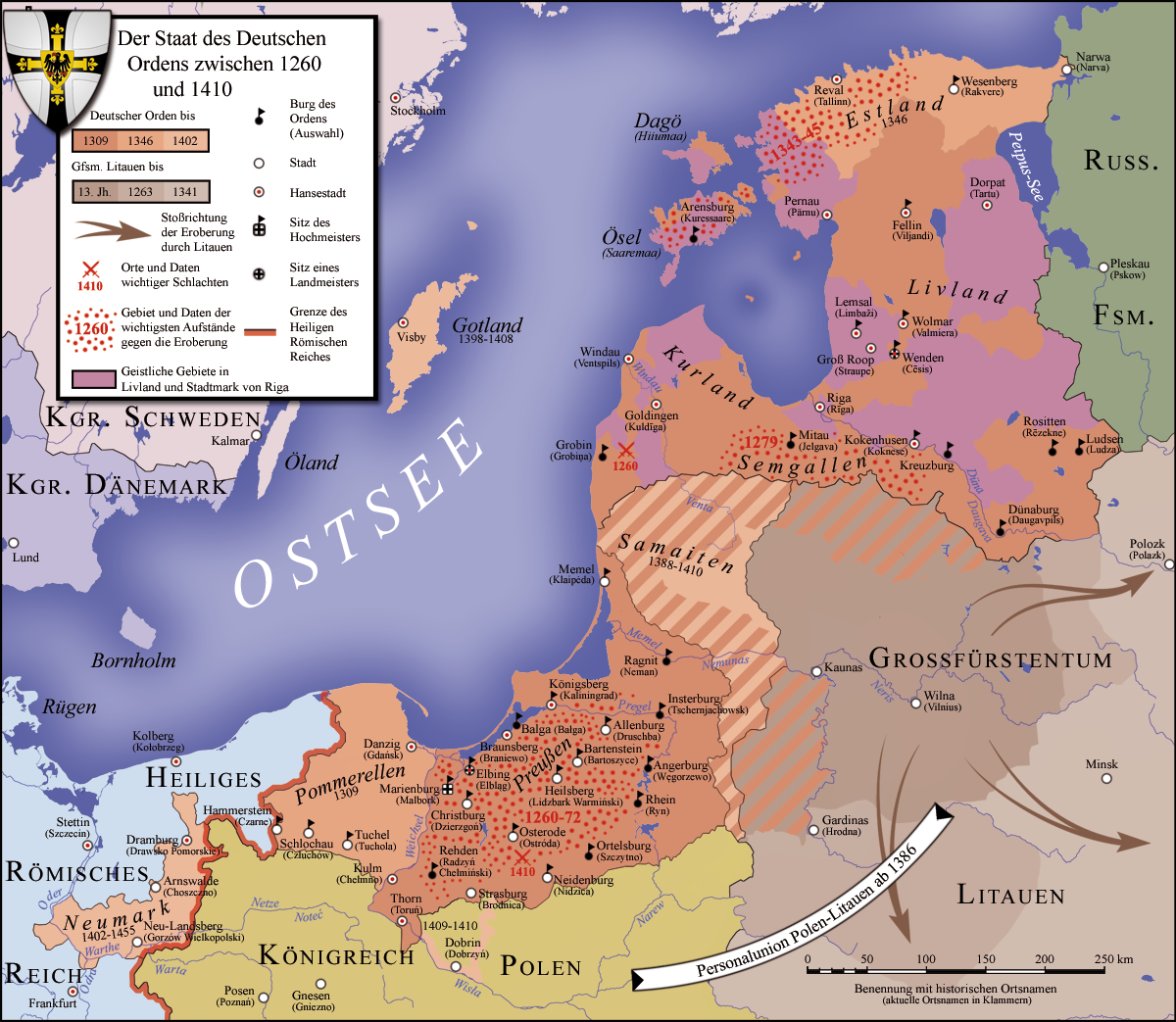
Deutschordensland im Jahre 1410

Der Herrschaftsantritt und die gesamte Amtszeit des neuen Hochmeisters wurden durch die wachsenden Spannungen mit dem Königreich Polen und insbesondere dem Großfürstentum Litauen überschattet. Der polnische Adel drängte schon seit Generationen aufgrund der Annektierung von Pommerellen im Jahre 1308 und wegen des Erwerbs der Neumark zu kriegerischen Gegenmaßnahmen. Dazu unterstützte der litauische Großfürst Vytautas Unabhängigkeitsbestrebungen in dem vom Orden besetzten Žemaitien.
Jungingen sowie seine Berater unterschätzten die wiederholt vom Ordensvogt in Žemaitien, Michael Küchmeister von Sternberg, übermittelten Warnungen vor gärender Unzufriedenheit in seinem Verwaltungsbereich. Bereits seit 1402 gab es dort einen Kleinkrieg zwischen den aufbegehrenden Žemaiten und Streitkräften des Ordens. Obwohl Vytautas offiziell die im Vertrag von Sallinwerder eingegangenen Verpflichtungen einhielt, unterstützte er im Verborgenen den unzufriedenen Adel Žemaitiens.
Jungingen musste dabei in Betracht ziehen, dass ein massives Eingreifen in Žemaitien erhebliche Risiken barg: Ein Feldzug gegen die Aufständischen würde einen Konflikt mit Litauen provozieren. Eine kriegerische Konfrontation mit dem Großfürstentum Litauen musste zudem fast zwangsläufig einen Krieg mit Polen nach sich ziehen. König von Polen war nämlich seit 1386 Władysław II. Jagiełło, ein Verwandter des Großfürsten, der die polnische Königin Jadwiga geheiratet hatte. Ein gemeinsames Vorgehen beider Mächte hätte jedoch eine äußerst ungünstige Kräftekonstellation für den Ordensstaat bedeutet. Die lange Grenzlinie mit beiden Reichen erwies sich als strategischer Schwachpunkt. Hinzu kam das immense personelle Potential der Kontrahenten, strategische Nachteile also, welche die beträchtlichen militärischen Ressourcen des Ordensstaates überstiegen.
Innerhalb des Führungszirkels des Ordens gab es schon ab 1403 konträre Ansichten. Einige Würdenträger befürworteten einen Präventivkrieg gegen Polen. Andere sprachen sich strikt gegen solch aggressive Maßnahmen aus. Der verstorbene Hochmeister Konrad zählte zu den Letzteren und meinte um 1406: „Ein Krieg ist bald angefangen, aber schwer beendet…“ Ulrich von Jungingens Rolle in diesen Kontroversen ist unbekannt. Sein Handeln als Hochmeister spricht jedoch dafür, dass er einen kriegerischen Konflikt bis zum Sommer des Jahres 1409 zu vermeiden suchte.

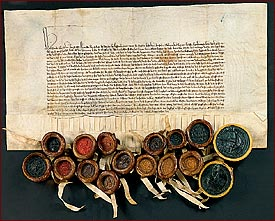
Vertrag mit dem Deutschen Orden über die Rückgabe Gotlands

Inwieweit dieses Verhalten am unbedingten Festhalten des bestehenden Status quo zu bewerten ist, bleibt umstritten. Ein Fürstentag zu Kaunas am 6. Januar 1408 unter persönlicher Beteiligung des Hochmeisters sowie des Großfürsten und des Königs von Polen erbrachte keinerlei Ergebnis. Diplomatische Aktivitäten des Ordens am Ende der ersten Dekade des 15. Jahrhunderts zeigen intensive Bündnisgespräche mit europäischen Fürsten, wie mit dem späteren Kaiser Sigismund von Luxemburg. Sigismund, jüngerer Sohn des Kaisers Karl IV., erschien dem Orden aufgrund seiner 1387 erfolgten Krönung zum König von Ungarn als besonders wichtiger Verbündeter. Auch dieser Fürst neigte traditionell dem Orden zu, schon sein Großvater Johann von Luxemburg weilte einige Male als Heidenfahrer gegen das damals noch heidnische Litauen im Staat des Deutschen Ordens.
Schon Mitte 1408 waren seitens des Ordens Werbungen von Söldnern im Reich, namentlich in Lübeck, zu verzeichnen. Das lässt vermuten, dass die Führung des Ordens sich auf einen kriegerischen Konflikt mit dem Königreich Polen und dem Großfürstentum Litauen vorbereiten wollte. Der Verzicht auf Gotland zu vergleichsweise konzilianten Bedingungen, um einen schwelenden Konflikt im Westen beizulegen, spricht ebenfalls dafür. Im Jahre 1408 wurde endlich ein Ausgleich mit der dänischen Königin Margarethe I. über den Besitz der umstrittenen Ostseeinsel erreicht.
Ein im Frühjahr 1409 ausgebrochener allgemeiner Aufstand in Žemaitien ließ den Konflikt eskalieren. Die Führungsriege des Ordens vermutete in Vytautas von Litauen die treibende Kraft der Rebellion. Diesbezügliche Anfragen an den Großfürsten ließ dieser unbeantwortet. Zudem verschärfte sich der Konflikt mit Polen. Władysław II. Jagiełło ließ durch seinen Gesandten, den Erzbischof Mikołaj I. Kurowski von Gnesen, dem Hochmeister ausrichten, dass im Falle eines Krieges mit dem Großfürstentum Litauen das Königreich Polen seinen Verbündeten unterstütze und die polnische Streitmacht unverzüglich den Ordensstaat angreifen werde.
Ulrich von Jungingen betrachtete Žemaitien als zum Ordensstaat gehörig und damit die litauische Unterstützung für die Aufständischen als eine Einmischung in innere Angelegenheiten seines Staatswesens. Der Hochmeister soll dem königlichen Gesandten geantwortet haben:

„So will ich lieber das Haupt als die Glieder fassen, lieber bewohntes als ein wüstes und ödes Land aufsuchen!“

Diese Worte markieren den Schlussstrich unter jegliche Bemühungen, den schwelenden Konflikt zu vermeiden bzw. ihn mit friedlichen Mitteln zu lösen. Am 6. August 1409 ließ Ulrich von Jungingen dem König von Polen durch den offiziellen Herold des Meisters seinen und des Ordens Fehdebrief überbringen. Diese Maßnahme markiert den Anfang vom Grossen Streythe, dem in der Ordensterminologie so bezeichneten Krieg gegen das Königreich Polen und das Großfürstentum Litauen.

#### Krieg gegen Litauen und Polen
Die gesamtpolitische Lage ab Sommer 1409 war für den Orden äußerst nachteilig. Nach dem Tod des deutschen Königs Ruprecht am 18. Mai 1410 eskalierte der Machtkampf um dessen Nachfolge. Der erklärte Verbündete des Ordens, Sigismund von Luxemburg, bewarb sich ebenfalls um die Krone. Sein militärisches Eingreifen zugunsten des Ordens wurde daher unwahrscheinlich.
Durch den Ausbruch der Feindseligkeiten ergab sich eine für Polen und Litauen günstige strategische Situation: Der Orden war auf sich allein gestellt. Doch obwohl sich der Konflikt seit langem abzeichnete, zeigten sich sowohl das Königreich Polen als auch das Großfürstentum Litauen auf eine kriegerische Auseinandersetzung zu diesem Zeitpunkt erst ungenügend vorbereitet.
Nach der Erklärung der Fehde nutzte Jungingen umgehend die vorübergehend vorteilhafte strategische Lage. Kontingente des Ordensheeres eroberten im September das Dobriner Land, besetzten Anfang Oktober Kujawien und belagerten Bromberg. Trotz dieser Erfolge stimmte Ulrich einer Vermittlung des böhmischen Königs Wenzel IV. bei der aufgrund des Aufstandes erneut strittigen Frage über den Besitz Žemaitiens zu. Es wurde ein befristeter Waffenstillstand bis zum Johannestag (21. Juni 1410) vereinbart. Der Schiedsspruch des Königs erging auf Grundlage des Vertrages von Sallinwerder sowie der 1404 erfolgten Ratifikation durch die polnische Krone zugunsten des Ordens. Doch das Urteil Wenzels wurde von Polens Kronrat und Litauens Großfürsten als parteiisch aber auch auf Grund der günstigen außenpolitischen Gesamtlage nicht akzeptiert. Weitere Vermittlungsversuche endeten infolge des Nichterscheinens der polnischen Gesandtschaft ergebnislos. Am 30. März 1410 ersetzte der Hochmeister die Gebietiger einiger wichtiger Komtureien durch bewährte Ritter. Im Sommer 1410 sollte nun ein Kriegszug entscheiden.
Nach Ablauf des Waffenstillstands zeigte sich Ulrich durchaus als Stratege. Er verblieb auf der Marienburg, da er über keine genauen Informationen über die Standorte der gegnerischen Heere verfügte. Eindeutig wurde die Lage erst Anfang Juli mit dem Eingang der Entsagungsbriefe ehemals verbündeter Fürsten, abgefasst im Heerlager Władysław II. Jagiełłos in Bieżuń.
Am 2. Juli 1410 verließ Ulrich von Jungingen in voller Rüstung an der Spitze des Rennbanners, einer Eliteeinheit der Ordensritterschaft, die Marienburg mit den angeblichen Worten:

„Ich begrüße dich, hehre Feste, als Sieger, oder nimmermehr!“

Vermutlich in Absprache mit dem erfahrenen Ordensmarschall Friedrich von Wallenrode sowie den anderen Großgebietigern ließ Jungingen den kriegserprobten Komtur Heinrich von Plauen mit einigen Ordensrittern sowie ungefähr 2000 Söldnern zum Schutz des dortigen Weichselüberganges sowie zur Unterstützung des Ordensvogtes Michael Küchmeister von Sternberg in Schwetz zurück. Sternberg verwaltete die durch polnische Streifscharen gefährdete Neumark.

#### Tod in der Schlacht bei Tannenberg

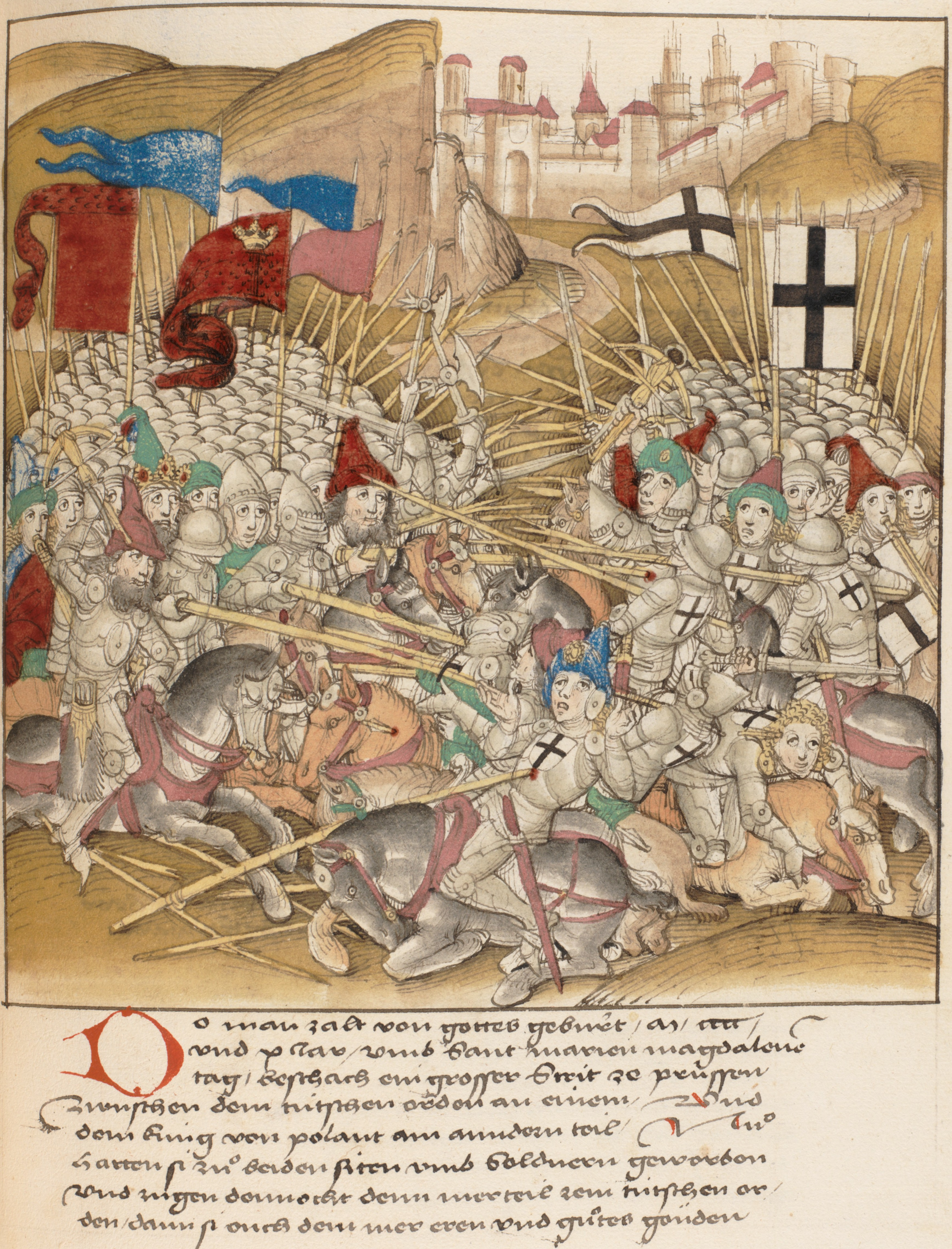
Darstellung der Schlacht bei Tannenberg in der Berner Chronik von Diebold Schilling dem Älteren um 1483

Jungingen führte das Heer des Ordens sowie die Aufgebote der preußischen Stände bis nach Kauernick unweit von Soldau, wo die Streitmacht am Ufer des Flusslaufes der Drewenz ein befestigtes Lager bezog. Eine sich bereits dort andeutende Auseinandersetzung vermied das polnisch-litauische Heer, indem es die vorteilhafte Stellung des Ordensheeres entlang des Flusslaufes in nordöstlicher Richtung umging. Nachdem am 13. Juli Gilgenburg durch Litauer und Tataren gestürmt worden war, suchte Ulrich die direkte Konfrontation. Er führte unverzüglich das Ordensheer ebenfalls nach Nordosten, wo er am Abend des 14. Juli bei Frögenau einen weiteren Lagerplatz beziehen ließ. Kundschafter meldeten noch am Abend, dass das gesamte polnisch-litauische Heer am Ufer des Flusses Marense lagerte. Jungingen und sein Kriegsrat beschlossen, das Heer des Deutschen Ordens am folgenden Tag auf der weitgehend unbewaldeten Heidelandschaft zwischen den Dörfern Grünfelde und Tannenberg sowie Ludwigsdorf und Faulen zur Schlacht zu stellen.
Das seit dem Morgen des 15. Juli in Schlachtordnung formierte Ordensheer befand sich in taktisch ungünstiger Position, da es die Initiative dem am sumpfigen Ufer der Marense bzw. in den Wäldern östlich der Tannenberger Heide verharrenden Gegner überlassen musste. Die sommerliche Mittagshitze und das untätige Warten wurden für die gewappneten Krieger zu einer argen Belastung. Insbesondere bei den mit der Kuvertüre, einem so genannten Rossmantel, und bei den höchsten Würdenträgern mit Rossharnischen ausgestatteten Schlachtrossen erwies sich das Ausharren in der Hitze als nicht länger erträglich.
Die höchsten Würdenträger einigten sich darauf, den polnischen König und den litauischen Großfürsten durch die Überbringung zweier blanker Schwerter zum unverzüglichen Kampf herauszufordern. Folgende Botschaft wurde Ulrich von Jungingen zugeschrieben:

„Es ist Brauch kriegerischer Streiter, wenn ein Kriegsheer zum Kampfe bereit des andern wartet, so sendet es diesem zwei Schwerter zu, um es zum gerechten Streit auf dem Kampfplatz zu fordern. Sehet, so reichen auch wir euch jetzt zwei Schwerter entgegen, das eine für Euch, den König, das andere für Euch, Herzog Witold (gebräuchlicher deutscher Name für Vytautas), im Namen des Meisters, des Marschalls und der Ritter des Ordens, auf dass ihr den Kampfplatz erwählet, wo ihr ihn wollt. Nehmet sie euch zur Hilfe, diese Schwerter, zum Beginne des Streites. Aber zaudert nicht ferner und versäumet nicht die Zeit. Wozu verbleibt ihr in den Wäldern und verberget euch, um dem Kampfe zu entfliehen, dem ihr für wahr doch nicht mehr entgehen könnt?“

Dieses Verfahren entsprach der deutschen ritterlichen Tradition, von den Kontrahenten wurde dies hingegen als Beleidigung und Beweis für den Hochmut des Hochmeisters verstanden. Diese Sicht auf Ulrich von Jungingen wurde durch das maßgebliche Geschichtswerk des polnischen Chronisten Jan Długosz bis in die Gegenwart aufrechterhalten.
Kurz nach der Übergabe der Schwerter begann mit dem Angriff litauischer Banner unter dem Großfürsten Vytautas auf den rechten Flügel des vereinigten Heeres die Schlacht.
Ulrich von Jungingen leitete den Einsatz seiner Banner vorerst hinter den Schlachtlinien von einem Hügel nahe Grünfelde. So befahl er den zunächst erfolgreichen Gegenangriff gegen den litauischen Heerbann unter dem Ordensmarschall, der sich in der Folge jedoch in Verfolgungskämpfe verzettelte. Etwas später beobachtete der Hochmeister einen für das Ordensheer ebenfalls zunächst erfolgreichen Kampf auf dem rechten Flügel unter dem Großkomtur Kuno von Lichtenstein gegen die polnischen Streitkräfte. Unter dem so genannten Krakauer Banner kämpfte dort auch die Elite des polnischen Adels. Nachdem das polnische Königsbanner infolge glücklicher Umstände in die Hände des Ordens gefallen war, soll Ulrich selbst, nunmehr des Sieges gewiss, den Siegeschoral des Ritterordens: „Christ ist erstanden“ angestimmt haben. Das Heer stimmte nach und nach in die Laudatio ein.
Mit dem Einsatz polnischer Reserven änderte sich jedoch die Lage: Der rechte Flügel geriet nach dem Verlust des kurz zuvor eroberten Banners zusehends in Bedrängnis.

Banner des Kulmer Landes, welches Nicolaus von Renys senkte, um den Rückzug von Teilen des Eidechsenbundes zu veranlassen

Für den bis dahin überlegt agierenden Ulrich ergab sich nun folgende Alternative: Zum einen nach ritterlicher Tradition selbst seine Reserve von 15 Bannern, darunter das Rennbanner, zum Angriff zu führen, zum anderen, die Reiter unter einem subalternen Komtur die entscheidende Attacke reiten zu lassen und die taktische Führung des Heeres selbst in der Hand zu behalten.
Eine gewisse Rolle scheint in der Entscheidungsfindung des Hochmeisters der Aspekt gespielt zu haben, dass sich unter der Reserve das zahlenmäßig besonders starke Banner des Kulmer Landes befand. Unter der Kulmer Fahne diente aber die Masse der Mitglieder des Eidechsenbundes. Diese zum Teil seit Generationen in den Gebieten nahe der Grenze zum Königreich Polen ansässigen Landadligen neigten aufgrund familiärer und wirtschaftlicher Bindungen eher dem Königreich zu. Der Loyalität der Ritter des profanen Adelsbundes der „Eydechsen“ zum Deutschen Orden war sich Ulrich daher nicht sicher.
Ohne eingehende Beratung mit einem der Großgebietiger des Ordens entschied der Hochmeister am frühen Nachmittag: unverzüglicher Angriff unter seiner Führung auf den noch immer von den litauischen Alliierten entblößten rechten Flügel des polnischen Heeres.
Unter Jungingens Führung beschrieben die Banner einen weiten Bogen nach Nordosten, um dem vorgerückten polnischen Heer nach langem Anlauf in die Flanke zu fallen.
Schon während des Anrittes kam es mehrfach zu Unregelmäßigkeiten. So fielen einige Ordensritter des Rennbanners, darunter der vom Chronisten Jan Długosz namentlich erwähnte Leopold von Kötteritz, nach links ab, um ein abseits des Schlachtgeschehens stehendes polnisches Banner zu attackieren. Unmittelbar darauf senkte der Anführer des Kulmer Banners und Wortführer des Eidechsenbundes Nicolaus von Renys die Fahne. Diese Handlung stellte ein vorab vereinbartes Zeichen dar, das Schlachtfeld zu verlassen. Teile des Bundes schwenkten ab. Welche dieser Handlungen der Hochmeister mit seinen vom Chronisten verzeichneten Worten zu verhindern suchte, indem er befahl:

„Herum! Herum!“

Letzte Phase des Treffens am späten Nachmittag; Hellgrau ist der vorangegangene Flankenangriff unter Ulrich von Jungingen verzeichnet

bleibt ungeklärt. Unmittelbar darauf sah sich Ulrich von Jungingen, an der Spitze der Formation reitend, einer Abwehrfront der polnischen Reiterei unter dem Ritter Dobiesław von Oleśnica gegenüber. In diesem Kampf kam Jungingen ums Leben. Inwieweit unmittelbar auf die massive Attacke der 15 Banner des Hochmeisters alarmiertes Fußvolk am Tod des Hochmeisters beteiligt war, kann nicht geklärt werden.
Ohne Führung wurde die Schlacht bei Tannenberg zum Desaster für das Ordensheer.
Unbestritten ist laut Stephen Turnbull, dass Jungingen den Anforderungen an einen umsichtigen Feldherrn bei Tannenberg nicht gerecht wurde. Durch die persönliche Beteiligung an der Attacke des Rennbanners ohne klare Übergabe der Führungskompetenzen an einen Stellvertreter ging das Heer der einheitlichen Führung verlustig. Die Folge war eine weitgehende Aufsplitterung der Kräfte und daraus folgend die Niederlage. Ein rechtzeitiges und geordnetes Zurücknehmen der Kräfte hätte nach gültiger Lehrmeinung zumindest in Teilen die Kampfkraft des Ordensheeres erhalten. In dem Augenblick, als Ulrich sich an die Spitze der letzten Reserven stellte, gab der Hochmeister jegliche taktische Initiative aus der Hand, das Heer wäre auch ohne seinen Tod führerlos gewesen.
Ulrich von Jungingens Leichnam ließ der polnische König Władysław II. Jagiełło würdig in die Marienburg überführen, bevor er die Belagerung der Marienburg begann. Jungingen wurde in der traditionellen Gruft der Hochmeister unter der Sankt-Annen-Kapelle der Ordensburg beigesetzt.

## Rezeption

### Historische Bewertung
Eine Bewertung des Hochmeisters ist zumeist nur unter dem Gesichtspunkt seines Todes auf dem Schlachtfeld und der Niederlage bei Tannenberg erfolgt. Schilderungen der Persönlichkeit gehen im Grunde auf Chronisten der Schlacht bei Tannenberg wie Jan Długosz sowie auf das Geschichtswerk des Johann von Posilge zurück. Długosz' Chronik Banderia Prutenorum entstand jedoch erst dreißig Jahre später aufgrund der Berichte von Teilnehmern der Schlacht bei Tannenberg. In diesen Geschichtswerken werden unter dem Aspekt der Niederlage dem gefallenen Hochmeister Eigenschaften zugewiesen, die er nachweislich nicht besaß: So beschreibt Jan Długosz Ulrich als jung und heißblütig. Gerade dieser Sachverhalt wurde von der Nachwelt sowohl von Historikern als auch in der Belletristik immer wieder aufgenommen. Jungingen war zum Zeitpunkt seines Todes allerdings bereits fünfzig Jahre alt, nach zeitgenössischem Verständnis demnach recht betagt.
Andererseits wird Ulrich von Jungingen als tugendhaft und tüchtig beschrieben, ein klassischer Ritter des Mittelalters. Als Argument dient unter anderem sein Verhalten unmittelbar vor Tannenberg. Er verzichtete auf das Überraschungsmoment und unterließ es, die lagernden Feinde anzugreifen, bevor sie sich zur Schlacht formieren konnten. Stattdessen ließ er den gegnerischen Heerführern durch zwei Herolde jeweils ein Schwert überbringen, was traditionell unter Rittern als Aufforderung zur Schlacht galt. Diese Darstellung seiner vorgeblichen Ritterlichkeit ist mittlerweile angesichts der Umstände und des Hergangs des Treffens bei Tannenberg nicht mehr haltbar. Das von schwerer Kavallerie geprägte Heer des Ordens konnte, wie alle Ritterheere seiner Zeit, aufgrund seiner taktischen Grundsätze des geordneten Reiterangriffs nicht in Wald oder Unterholz kämpfen. Nur deshalb erwartete man den Gegner auf freiem Feld.
Ulrichs spontanes Vorpreschen an der Spitze seiner Banner in der kritischsten Phase der Schlacht stellt, je nach Perspektive, einen vermeintlich eindeutigen Beweis seines Mutes oder fatale Unbeherrschtheit dar. Einig sind sich die Chronisten darin, dass der Hochmeister als tapferer Ritter in „ehrlichem Kampfe“ gefallen sei.

### Künstlerische Darstellung

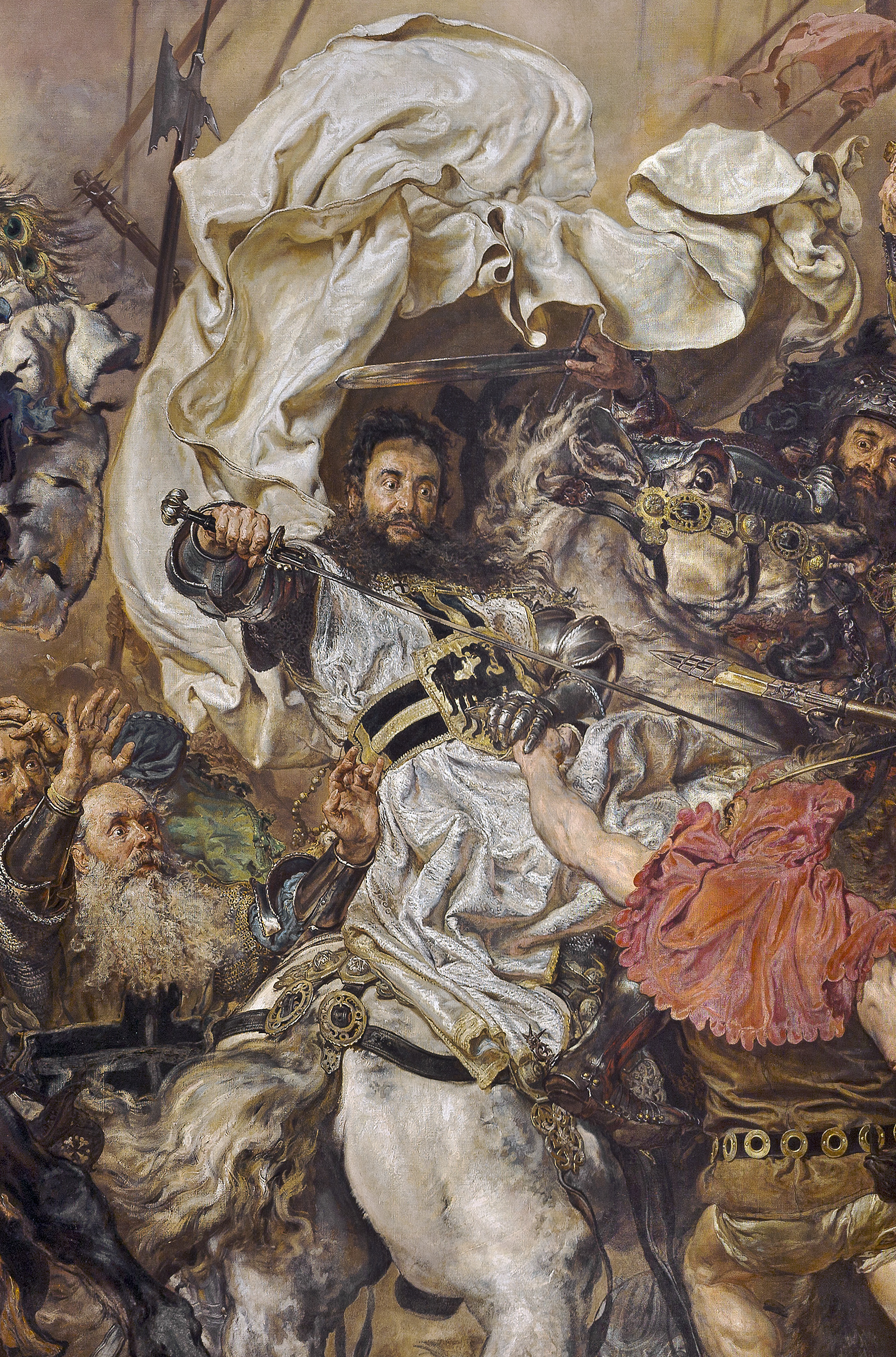
Darstellung des Todes Ulrichs von Jungingen in der Schlacht bei Tannenberg, Historiengemälde von Jan Matejko, Nationalmuseum Warschau

Herausragendes Beispiel der Darstellung Jungingens in der Bildenden Kunst ist ein Gemälde des polnischen Historienmalers Jan Matejko. Er fasste auf dieser monumentalen Darstellung der Schlacht bei Tannenberg von 4,26 × 9,87 Metern verschiedene Szenen der Schlacht zusammen. Zentral angeordnet stellt der Künstler den Schlachtentod des Hochmeisters Ulrich durch spärlich gerüstete Fußsöldner dar. Besonders in der Nachkriegszeit wurde das Gemälde in Ehren gehalten. Der Mythos, dass der Hochmeister des Deutschen Ordens von einfachen polnischen Bauern erschlagen worden sei, war eine Art Ventil für verletzte Nationalgefühle und Frust über die Realität im kommunistischen Polen.
Auf preußisch-deutscher Seite erfolgte im 19. Jahrhundert bezüglich der Schlacht bei Tannenberg eine Revision des Geschichtsbildes von relativ neutraler Bewertung hin zur Darstellung einer tragischen Niederlage und damit der Sicht auf den Hochmeister. Diese Aspekte spiegeln sich eindrucksvoll im Roman Heinrich von Plauen von Ernst Wichert wider. Hier wird der heldenhaft-schöne Ulrich von Jungingen als Antagonist seines listig-hässlichen Gegenspielers Władysław II. Jagiełło geschildert. Auch Wichert unterstellt, dass Jungingen jünger gewesen sei als sein Protagonist Heinrich von Plauen, was nicht haltbar ist.
Der bekannte historische Roman Krzyżacy (in deutscher Übersetzung Die Kreuzritter) des späteren Literaturnobelpreisträgers Henryk Sienkiewicz schildert Ulrich von Jungingen als impulsiv und kriegswütig. In der Verfilmung des Romans unter der Regie von Aleksander Ford im Jahre 1960 wird der von Stanisław Jasiukiewicz dargestellte Hochmeister in seiner Rolle als Feldherr bei Tannenberg mit negativ behafteten, sogenannten preußischen, Eigenschaften wie Militarismus, Maßlosigkeit sowie Selbstüberschätzung in Szene gesetzt. Ford stellt Jungingen zudem als hinterlistig und rücksichtslos dar.

### Zeitgenössische und Neuzeitliche Reminiszenzen

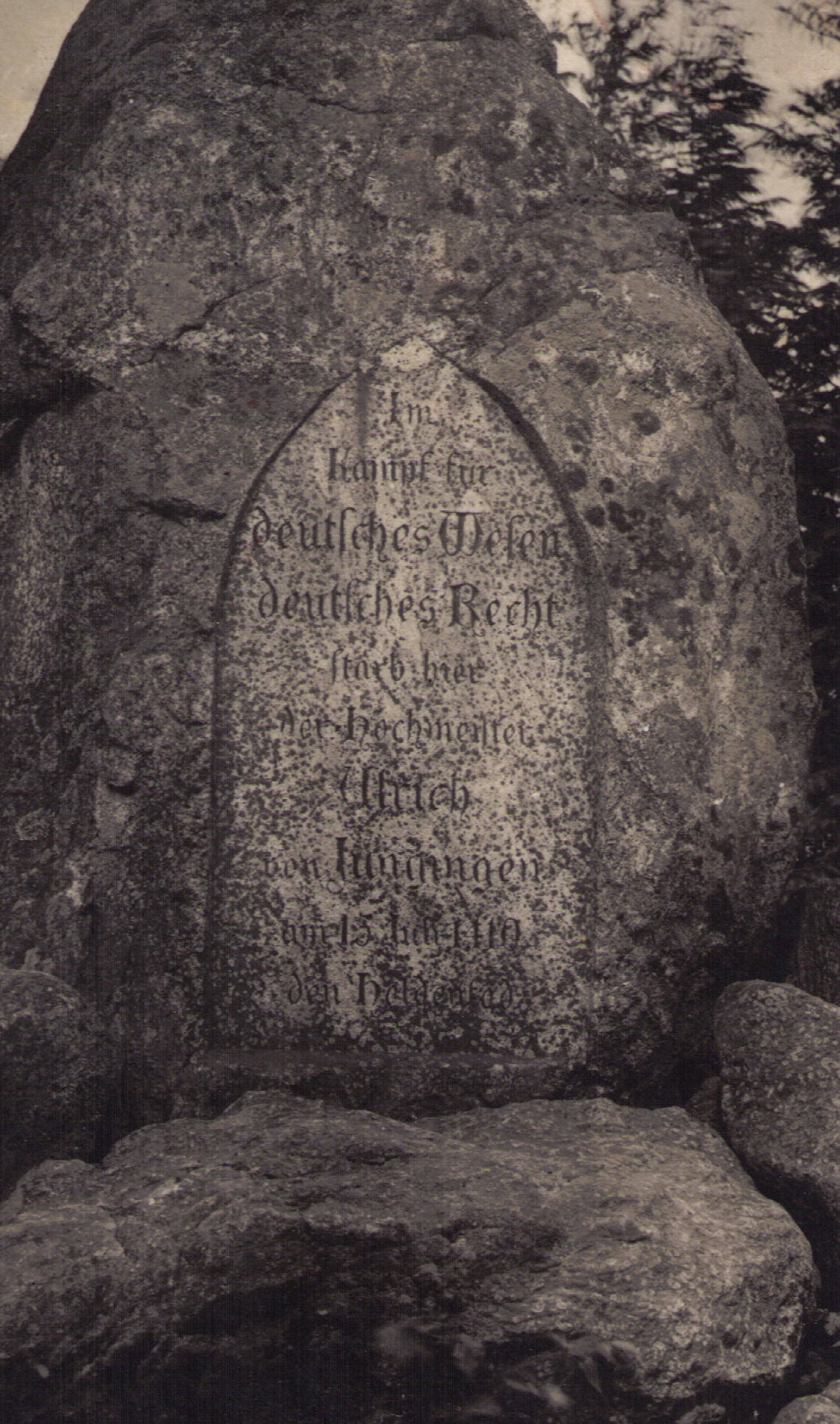
Der Jungingenstein auf einer Postkarte vor 1945

In den Jahren nach der Schlacht wurde auf Weisung des neuen Hochmeisters Heinrich von Plauen am vermeintlichen Todesort Ulrichs eine Kapelle errichtet, welche die Gefallenen des Grossen Streythes, insbesondere aber den ritterlich gefallenen Ulrich ehren sollte. Von diesem sakralen Bauwerk sind heute nur noch die Grundmauern erhalten.
Mit der Errichtung des Jungingensteins im Jahre 1901 wurde Ulrich von Jungingen in der Nähe des neuzeitlich vermuteten Todesortes ein Denkmal in Form eines Findlings mit einer Inschrift gesetzt. Die dem damaligen nationalistischen Zeitgeist entsprechende Inschrift lautete: „Im Kampf für deutsches Wesen, deutsches Recht starb hier der Hochmeister Ulrich von Jungingen am 15. Juli 1410 den Heldentod“. Heute ist der Stein noch vorhanden, allerdings wurde er nach 1945 umgestürzt, die deutsche Inschrift ist daher nicht mehr lesbar. Ein Stein mit neutralisierter Inschrift, auf dem nur noch der Name Jungingen lesbar ist, befindet sich auf dem Areal der heutigen Tannenberg-Gedenkstätte. Ob es sich dabei um die Reste des Jungingensteins handelt, ist umstritten.
In ihrer schwäbischen Heimat, der Gemeinde Jungingen, wird an die beiden Hochmeister Konrad und Ulrich unter anderem in Form der Benennung einer örtlichen Hauptstraße in Hochmeisterstraße erinnert.